# Christiane Seidel

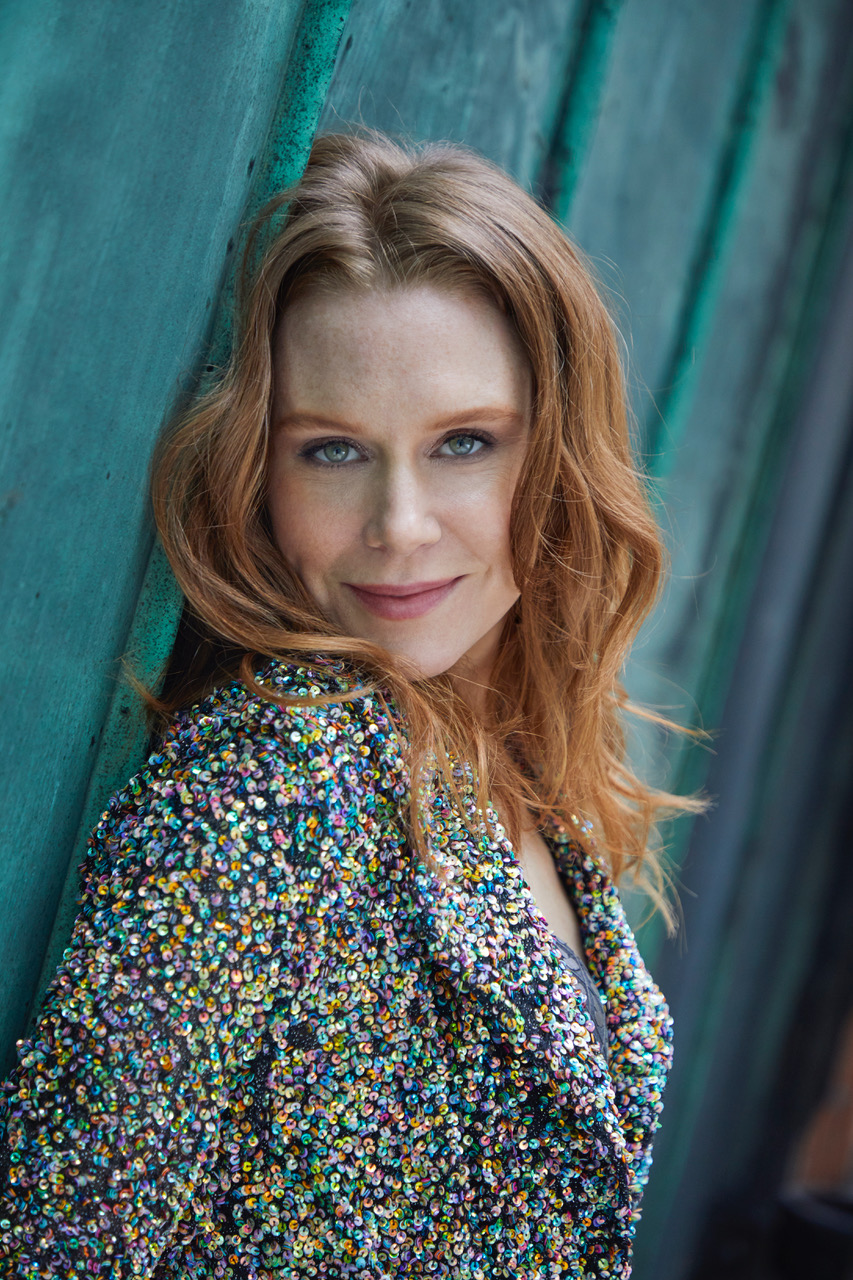
Christiane Seidel (2019)

Christiane Julie Louise Seidel (geboren am 3. April 1988 in Wichita Falls, USA) ist eine deutsch-amerikanische Schauspielerin.

## Leben
Als Tochter des deutschen Marinefliegers Bernd Wilhelm Seidel und seiner dänischen Frau Inger Annette Mourier-Petersen in Texas geboren, wuchs Seidel in Dänemark, Schleswig-Holstein und in Niedersachsen auf. Ab 2007 studierte sie am Lee Strasberg Theatre and Film Institute in New York. 2011 wurde sie von Martin Scorsese in das Ensemble seiner HBO-Fernsehserie Boardwalk Empire aufgenommen. Sie spielte dort an der Seite von Michael Shannon die Rolle der Sigrid Mueller.
2015 spielte Christiane Seidel in der Komödie Schmidts Katze ihre erste Hauptrolle in einem deutschsprachigen Film.

## Filmografie (Auswahl)
- 2007: Far Out (Kurzfilm)
- 2008: ...Around
- 2009: Bordenia (Kurzfilm)
- 2009: The Invisible Life of Thomas Lynch
- 2010: Law & Order: New York (Law & Order: Special Victims Unit, Fernsehserie, Folge 12x01)
- 2011: Folkswagon (Kurzfilm)
- 2011: Tu & Eu (Kurzfilm)
- 2011–2014: Boardwalk Empire (Fernsehserie, 14 Folgen)
- 2012: The Left Hook (Kurzfilm)
- 2013: The Sonnet Project (Sonnet #134, Kurzfilm)[3]
- 2013: Mr. Chavan (Kurzfilm, nur Produzentin)
- 2015: 16 Mins (Kurzfilm)
- 2015: Split End (Kurzfilm, auch Produktion)
- 2015: Schmidts Katze
- 2016: The Hollow – Mord in Mississippi (The Hollow, Spielfilm USA)
- 2016: The Perfect Nothing (Kurzfilm)
- 2016: Dating Alarm
- 2017: Godless (Fernsehserie, 6 Folgen)
- 2019: Human Capital
- 2020: Das Damengambit (The Queen's Gambit, Fernsehserie, 3 Folgen)
- 2022: Boon
- 2022: Over/Under
- 2022: Paradise Highway
- 2023: Magnum P.I. (Fernsehserie, Folge 5x06)